# Силван (бог)
 Тази статия е за римския бог.  За немската музикална група вижте Силван (група).  
Силван (на латински: Silvanus) е римски бог. Името му на български се превежда като горски. Почитан е като бог на горите, пасищата и посевите. Култът към него е доста разпространен по днешните български земи. В Античността земеделците му принасяли жертви веднъж годишно. Светилища на Силван са разкрити при село Лиляче, Врачанско, в Мустафа паша джамия в Скопие и на други места.